# Волкино
Волкино — деревня в Ям-Тёсовском сельском поселении Лужского района Ленинградской области.

## История
ВОЛКИНО — деревня при реке Рыденке. Люткинского сельского общества, прихода села Климентовского.
 
Крестьянских дворов — 27. Строений — 111, в том числе жилых — 26. Школа.

Число жителей по семейным спискам 1879 г.: 58 м. п., 69 ж. п.; по приходским сведениям 1879 г.: 56 м. п., 73 ж. п.

В конце XIX — начале XX века деревня административно относилась к Тёсовской волости 5-го стана 3-го земского участка Новгородского уезда Новгородской губернии.

ВОЛКИНО — деревня Люткинского сельского общества, дворов — 41, жилых домов — 41, число жителей: 75 м. п., 87 ж. п. 

Занятия жителей — земледелие, выпас телят. Земская школа, мелочная лавка. (1907 год)

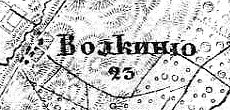
Деревня Волкино на карте 1915 года

Согласно карте из «Исторического атласа Санкт-Петербургской Губернии» 1915 года деревня Волкино насчитывала 23 крестьянских двора.
С 1917 по 1927 год деревня Волкино входила в состав Тёсовской волости Новгородского уезда Новгородской губернии.
С 1927 года, в составе Веряжинского сельсовета Оредежского района.
С 1928 года, в составе Волкинского сельсовета. В 1928 году население деревни Волкино составляло 157 человек.
По данным 1933 года деревня Волкино являлась административным центром Волкинского сельсовета Оредежского района, в который входили 7 населённых пунктов: деревни Веряжино, Волкино, Загорье, Заручье, Корешно, Паньшино, Филипповичи, общей численностью населения 1388 человек.
По данным 1936 года в состав Волкинского сельсовета входили 7 населённых пунктов, 240 хозяйств и 6 колхозов, административным центром сельсовета была деревня Паншино.
Деревня была освобождена от немецко-фашистских оккупантов 5 февраля 1944 года.
С 1954 года, в составе Заручьёвского сельсовета.
С 1959 года, в составе Лужского района.
В 1965 году население деревни Волкино составляло 94 человека.
По данным 1966 года деревня Волкино являлась административным центром Заручьёвского сельсовета Лужского района.
По данным 1973 и 1990 годов деревня Волкино входила в состав Приозёрного сельсовета.
В 1997 году в деревне Волкино Приозёрной волости проживали 36 человек, в 2002 году — 38 человек (русские — 97 %).
В 2007 году в деревне Волкино Ям-Тёсовского СП проживали 30 человек, в 2010 году — также 30, в 2013 году — 23.

## География
Деревня расположена в восточной части района на автодороге 41А-004 (Павлово — Мга — Луга).
Расстояние до административного центра поселения — 10 км.
Расстояние до ближайшей железнодорожной станции Чолово — 19 км. 
Деревня находится на левом берегу реки Рыденка.

## Демография
| 1879 | 1909 | 1928 | 1965 | 1997 | 2007 | 2010 |
| ---- | ---- | ---- | ---- | ---- | ---- | ---- |
| 127  | ↗162 | ↘157 | ↘94  | ↘36  | ↘30  | →30  |
| 2013 | 2017 |      |      |      |      |      |
| ↘23  | ↘20  |      |      |      |      |      |

## Улицы
Центральная.